# 门科尼科
门科尼科（義大利語：Menconico），是意大利帕维亚省的一个市镇。总面积28.28平方公里，人口404人，人口密度14.3人/平方公里（2009年）。国家统计（ISTAT）代码为018089。